# Episkopi (Bezirk Limassol)
Episkopi (griechisch Επισκοπή; türkisch Piskobu) ist eine Gemeinde im Bezirk Limassol in der Republik Zypern. Bei der Volkszählung im Jahr 2021 hatte sie 4098 Einwohner.

## Lage und Umgebung

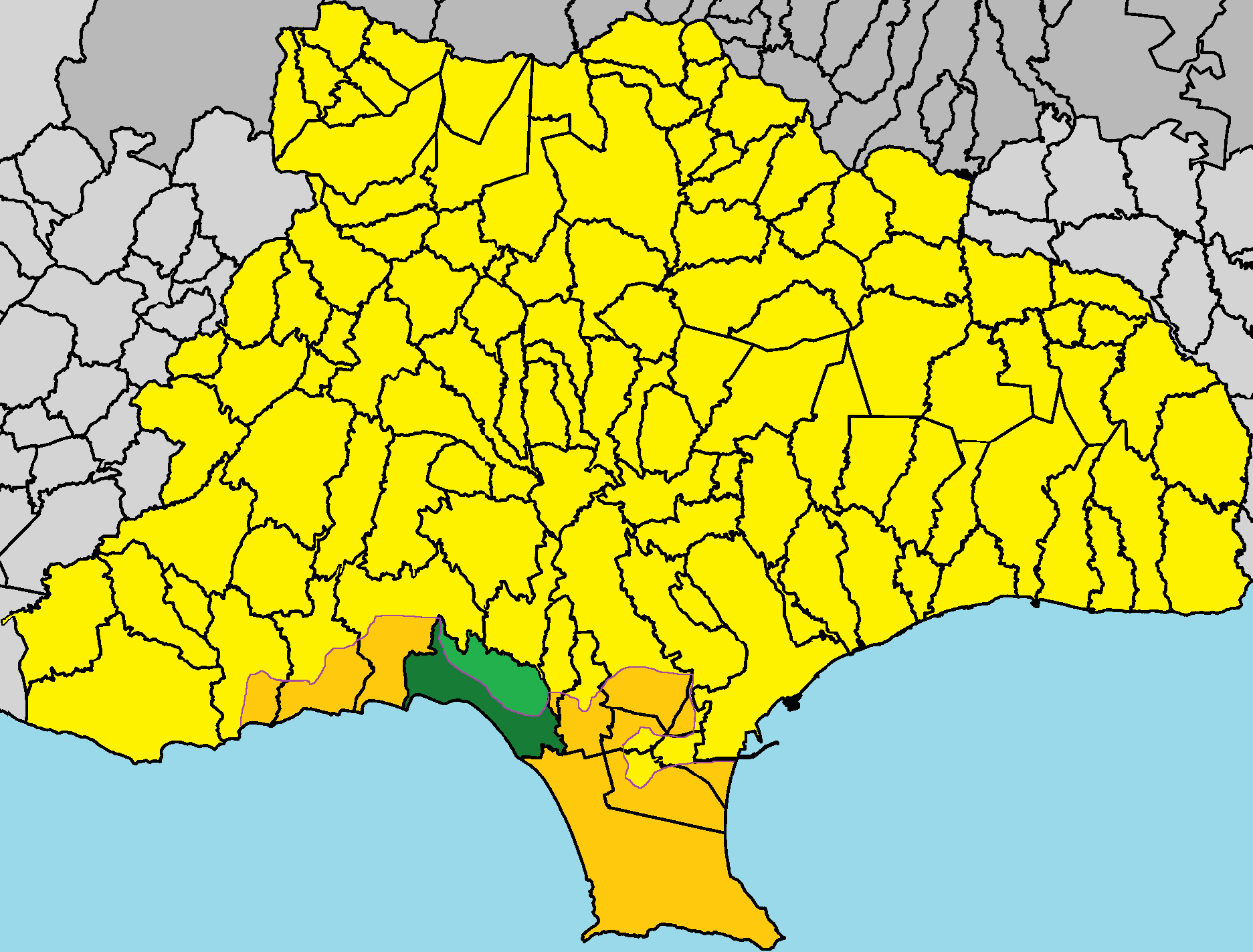
Lage im Bezirk Limassol

Episkopi liegt zum größten Teil im britischen Überseegebiet Akrotiri und Dekelia im Süden der Mittelmeerinsel Zypern auf einer Höhe von etwa 60 Metern, etwa 14 Kilometer westlich von Limassol und 40 Kilometer östlich von Paphos, am Westufer des Flusses Kouri und am Fuße der antiken Stadt Kourion. Das etwa 24,4 Quadratkilometer große Dorf grenzt im Südosten an Akrotiri und Kolossi, im Osten an Erimi, im Norden an Kandou und im Nordwesten an Sotira. Im Süden des Dorfes befindet sich die Episkopi-Bucht.

## Geschichte
Aus den archäologischen Funden der Gegend lässt sich schließen, dass Episkopi in der Antike mit der Stadt Kourion verbunden war. In den ersten Jahrhunderten nach Christus trat die Diözese die Nachfolge der Curio als Zentrum der Region und Bischofssitz an. Einer Version zufolge stammt sein Name von der Tatsache, dass es der Sitz von Bischöfen war. Zur Zeit der Frankenherrschaft wurden die orthodoxen Bischofssitze Zyperns von 14 auf 4 reduziert und damit der Bischofssitz abgeschafft. Laut Louis de Mas Latrie gehörte das Bistum im 13. Jahrhundert der Familie des Grafen von Jaffa, Johann von Jaffa. Im 14. und 15. Jahrhundert gehörte das Dorf der Familie Cornaro und war als „La Piscopia del Cornari“ bekannt. Das Bistum wurde dieser Familie vom König von Zypern, Peter I., geschenkt.

### Bevölkerungsentwicklung
| Jahr      | 1881 | 1891 | 1901 | 1911 | 1921 | 1931 | 1946 | 1960 | 1976 | 1982 | 1992 | 2001 | 2011 | 2021 |
| Einwohner | 830  | 766  | 892  | 936  | 1052 | 1000 | 1236 | 1987 | 2392 | 2546 | 2783 | 3076 | 3681 | 4098 |